# Sise Sawaneh
Sise Sawaneh (Sise Jaha Sawaneh, geb. 1993 in Garowol, Gambia; gest. am 9. Oktober 2019 bei Masembe (Lower River Region, Gambia)) war eine gambische Journalistin und Frauenrechtsaktivistin.

## Leben
Sawaneh kam in Garowol als siebtes von acht Kindern ihrer Mutter zu Welt. Im Alter von zwei Wochen wurde sie zum Opfer von weiblicher Genitalverstümmelung (FGM). Sie gehörte der Volksgruppe der Serahule an. Sie besuchte zunächst eine islamische Schule, später die Ndow’s Comprehensive Nursery School und Ndow’s Comprehensive Senior Secondary School, die sie 2011 abschloss. Anschließend ließ sie sich bei Information Formation Personnel Navigant Cabin (IFPNC) in Dakar (Senegal) zur Flugbegleiterin ausbilden.
Nach ihrer Ausbildung war sie ab etwa 2011 oder 2013 als Journalistin tätig. Sie arbeitete zunächst für die Wirtschaftszeitung Market Place, später für Today Newspaper und ab 2014 für The Standard. Außerdem war sie für den Hörfunksender Star FM tätig. Sie arbeitete ab mindestens 2015 für die gambische Rundfunkgesellschaft Gambia Radio & Television Service (GRTS). Um 2019 studierte sie außerdem Journalismus an der Universität von Gambia.
2016 wurde sie von der Gambia Press Union (GPU) für ihre Hörfunkgeschichte Roots Homecoming Festival on Kunta Kinteh mit dem Travel & Tourism Reporting Award ausgezeichnet. Im folgenden Jahr war sie ebenfalls Finalistin für den Preis.
Sie setzte sich insbesondere für Frauenrechte und gegen weibliche Genitalverstümmelung ein. Im November 2015 begrüßte sie das vom gambischen Präsidenten Yahya Jammeh verhängte Verbot von FGM.
Sawaneh engagierte sich in verschiedenen Organisationen. Sie arbeitete ab mindestens 2013 für die Friedens- und Jugendorganisation Peace Ambassadors und ab mindestens 2014 als Vorstandsmitglied der Serahule Youth Development Organization (SYDO). 2016 wurde sie zur zweiten Vizepräsidentin der Sports Journalists’ Association of The Gambia gewählt. Ab 2016 war sie außerdem Medienbotschafterin der Organisation The Girl Generation. Im Mai 2017 wurde sie zur stellvertretenden Generalsekretärin der Journalism Students’ Association (JSA) gewählt. Sie war Gründungsmitglied des Global Youth Innovation Network (GYIN).
Am 9. Oktober 2019 starb Sawaneh bei einem Verkehrsunfall bei Masembe (Lower River Region), bei dem auch zwei weitere Menschen starben. Die Beisetzung der drei Unfallopfer wurde von mehreren Tausend Menschen besucht.